# 沙龜屬
沙龜屬（Psammobates）亦稱星叢龜屬，是陸龜科下的一個屬，所有生物都原產自非洲南部。
屬名的意思是“喜歡沙子的”，因為這些生物繫好生活在乾旱半乾旱的沙地，根據其飲食特徵，它們也不會前往其他類型的棲息地。沙龜屬的龜很難人工飼養。
其中的幾何沙龜是瀕危動物。

## 種

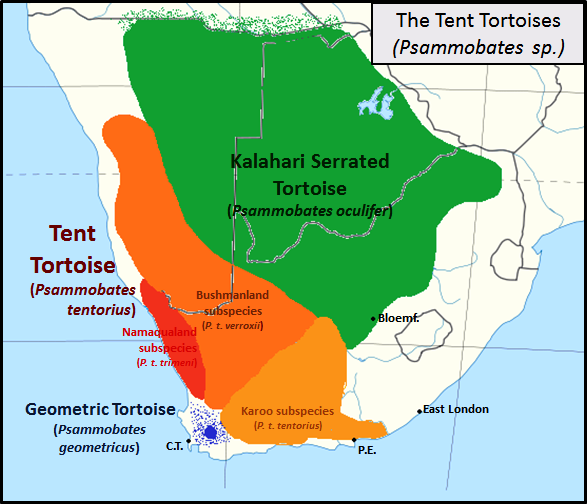
三個種的分佈圖

- 幾何沙龜（Psammobates geometricus）
- 鋸緣沙龜（Psammobates oculifer）
- 帳篷沙龜（Psammobates tentorius）
  - Psammobates tentorius tentorius （模式種）
  - Psammobates tentorius trimeni
  - Psammobates tentorius verroxii